# Castell de l'Espunyola
El castell de l'Espunyola és un edifici d'origen medieval d'estil romànic situat al terme municipal de l'Espunyola, al Berguedà. Les restes es troben en una petita elevació al sud-oest de la ciutat de Berga. També és conegut amb el nom de Mas del Castell. És Bé Cultural d'Interès Nacional des de 1949.

## Arquitectura
No és un castell roquer, com ho són la majoria dels castells del Berguedà, si no un palau fort, la residència d'una família noble, construïda amb un cert refinament. El segle X hi devia haver, segurament, una torre amb un recinte, en mans del representant del comte i amb finalitat de defensa i protecció. Actualment es conserven dues torres, separades uns 14 m, i una capella avui en ruïnes (dedicada a Sant Climent), 
datades del segle xiii. A l'edat mitjana, les dues torres deurien ser closes dins una muralla que s'endevina a tramuntana. L'entrada al clos murallat era a la banda sud. Encara es conserva la porta d'entrada amb quinze grosses dovelles ben tallades i polides, sobre muntants de carreus, que formen un arc de mig punt. Les torres són de planta rectangular. La de ponent té una llargada de 7,80 m i una amplada de 7,30 m i un gruix de parets a la planta baixa entre 95 i 110 cm i 55 cm a la part superior. A llevant hi ha la porta d'entrada amb un arc de mig punt format per 8 dovelles. A migjorn hi ha una finestra gòtica geminada, acabada en dos trifolis. A uns 4,3 m s'hi veuen, a cada una de les quatre parets, dos permòdols, probablement hi havia un trespol. L'aparell constructiu és fet de carreus grossos, ben escairats, alguns de 20 X 40 cm. Per les seves característiques, aquest edifici, restaurat i consolidat darrerament, devia ésser una torre senyorial feta vers el segle xiii.

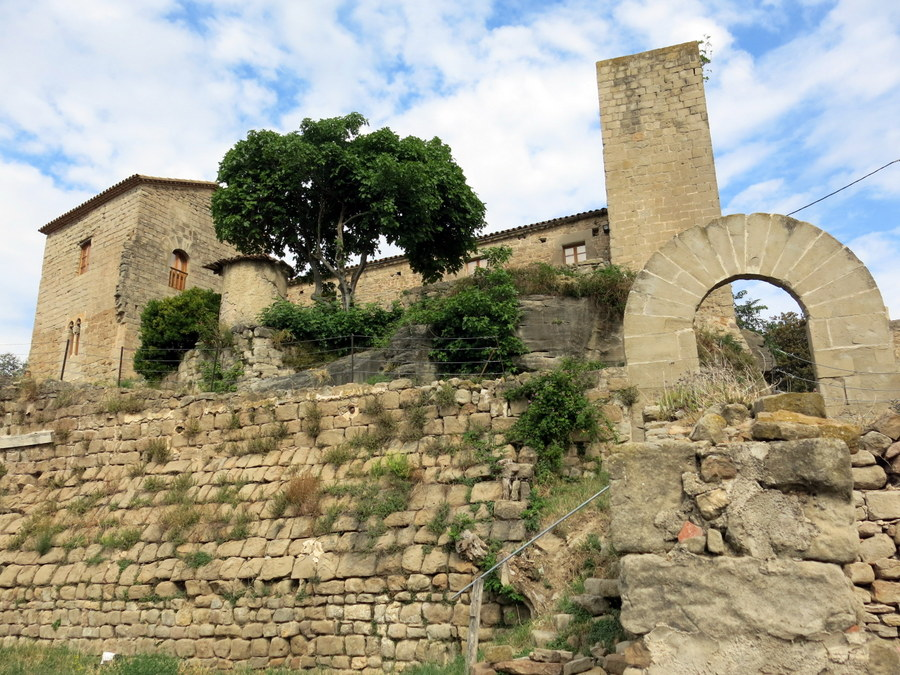
Castell de l'Espunyola (juny 2015)

La segona torre, situada a llevant d'aquesta, molt més petita, és, com s'ha dit, de planta rectangular. Té una llargada de 5 m, una amplada de 3,5 m i una alçada d'uns 10 m. El gruix de les parets és d'uns 75 cm. No s'hi veu cap tipus d'obertura original llevat d'una porta al mur sud; és de llinda plana monolítica i als brancals els mateixos carreus que conformen l'aparell del mur. L'aparell constructiu és molt semblant al de la torre abans esmentada i al de l'església que hi havia hagut uns metres més enllà. Els carreus són grossos, fins a 40 X 60 cm i ben treballats. La datació seria la mateixa que la de l'altra torre o poc posterior.
Queden algunes restes de la muralla que tancava el conjunt, tot i que està molt perduda i es creu que gran part dels carreus utilitzats per la construcció de la masia al segle XVI-XVII provenen de la muralla.

## Història
La notícia documental més antiga del lloc de l'Espunyola es troba en un document datat l'any 922, a l'acta de consagració i dotació de l'església de Sant Joan de Montdarn, però el castell de l'Espunyola és citat per primera vegada en un document del 950 en què la comtessa Adelaida de Barcelona fa donació d'un alou al monestir de Sant Joan de les Abadesses, per a remei de les ànimes dels seus pares, els comtes de Barcelona Sunyer i Riquilda i la seva pròpia...«Adalaiz comitissa, filiam Suniarum comitem et Richildis chomitissam pro remedio anime...». L'alou era situat dins el terme del castell de l'Espunyola «in comitatu Berchitano quem dicunt castrum Spugnola cum ecclesia quem dicunt Sancti Clementi...».
Es tenen referències del llinatge vinculat al castell, els Espunyola en alguns casos relacionades amb fets importants de la història catalana. A l'època de Ramon Berenguer IV, a mitjan segle xii, es conserva a l'Arxiu de la Corona d'Aragó una concòrdia entre Pere de Berga i Guillem de l'Espunyola a fi de solucionar els conflictes que tenien per la jurisdicció sobre el castell. El 1163, Guillem de l'Espunyola fa testament. Estava casat amb Arsenda i tenia un fill, Guillem, hereu del castell, i dues filles. Tenia un patrimoni important integrat pels castells de l'Espunyola, Albesa, Ça Frareg, Arcs i Montesquiu a més de feus i drets a diversos llocs. Confià la tutoria de la seva família i béns a personatges importants com ara el comte d'Urgell, el vescomte de Cerdanya, Hug de Mataplana, Galceran de Pinós, Guillem de Torroja. Dictat testament, s'incorporà a l'expedició catalana d'Alfons d'Aragó contra els sarraïns de Múrcia, on morí dos anys més tard (1165) segons el necrologi del monestir de Solsona. En el testament del trobador Guillem de Berguedà (1187) s'hi troba, com a marmessor, Guillem de l'Espunyola.
En el fogatjament de l'any 1381 ja no apareix el llinatge dels Espunyola residint al castell; es pot llegir «Castell de la Spunyola del dit mossen R. de Peguera», i tenia 15 focs.
El segle xvii el lloc de l'Espunyola era possessió del rei i estava dins la sotsvegueria de Berga i la vegueria de Manresa.
Les restes actuals podrien pertanyen al segle xvi, quan el castell fou habilitat com a masia, i va perdre les seves funcions defensives i militars. Bona part dels murs de la casa es varen fer amb l'aparell de les muralles de la fortificació. La masia ha continuat en ús fins als nostres dies tot i que hi ha una part molt malmesa. Avui dia hi ha un projecte de restauració i els seus amos treballen en l'arranjament de les torres medievals.